# 内巻込
内巻込（うちまきこみ）は、柔道の投技で横捨身技の一つ。講道館や国際柔道連盟 (IJF) での正式名。IJF略号UMK。

## 概要
相手の片腕を一本背負いの様に抱え、相手の腕を首に巻き付ける様に引いて、深く腰を回し入れ、倒れこみながら投げる技。
右組の場合、技を仕掛ける側（取）は相手（受）を前または右前隅に崩し、右腕を相手の右腋に内から差し入れて相手の右腕を抱え込み（一本背負投のように抱えることになる）、左回りに270度ほど回って腰を相手の外側に出して相手の足が出るのを防ぎつつ、相手の前方、自らの右に倒れ込みながら体を捨てて、抱えた腕を首に巻き付けるように引きつけて投げる。
一本背負いを堪えられた時に、これに連絡すると良い。

## 変化

### ぶら下がり一本背負い投げ
ぶら下がり一本背負い投げ（ぶらさがりいっぽんせおいなげ）は柔道家の醍醐敏郎によると内巻込の理合いに類似したレスリング技。臀部を相手の体側に出し、上体を反り身、ぶら下がりの体勢になって身を捨てながら巻き込んで投げる。醍醐はこの技法はレスラーの様な柔軟で強靭な体力が必要で柔道家にはかなりの訓練が必要であろう旨述べている。